# 河岸段丘

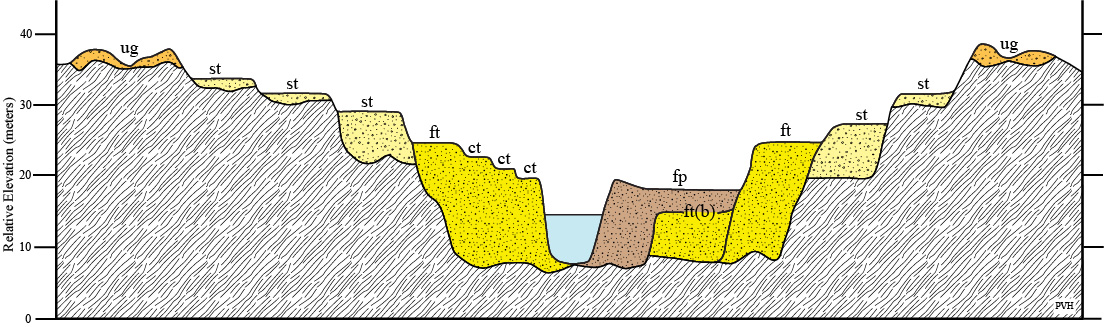
河岸段丘の模式図

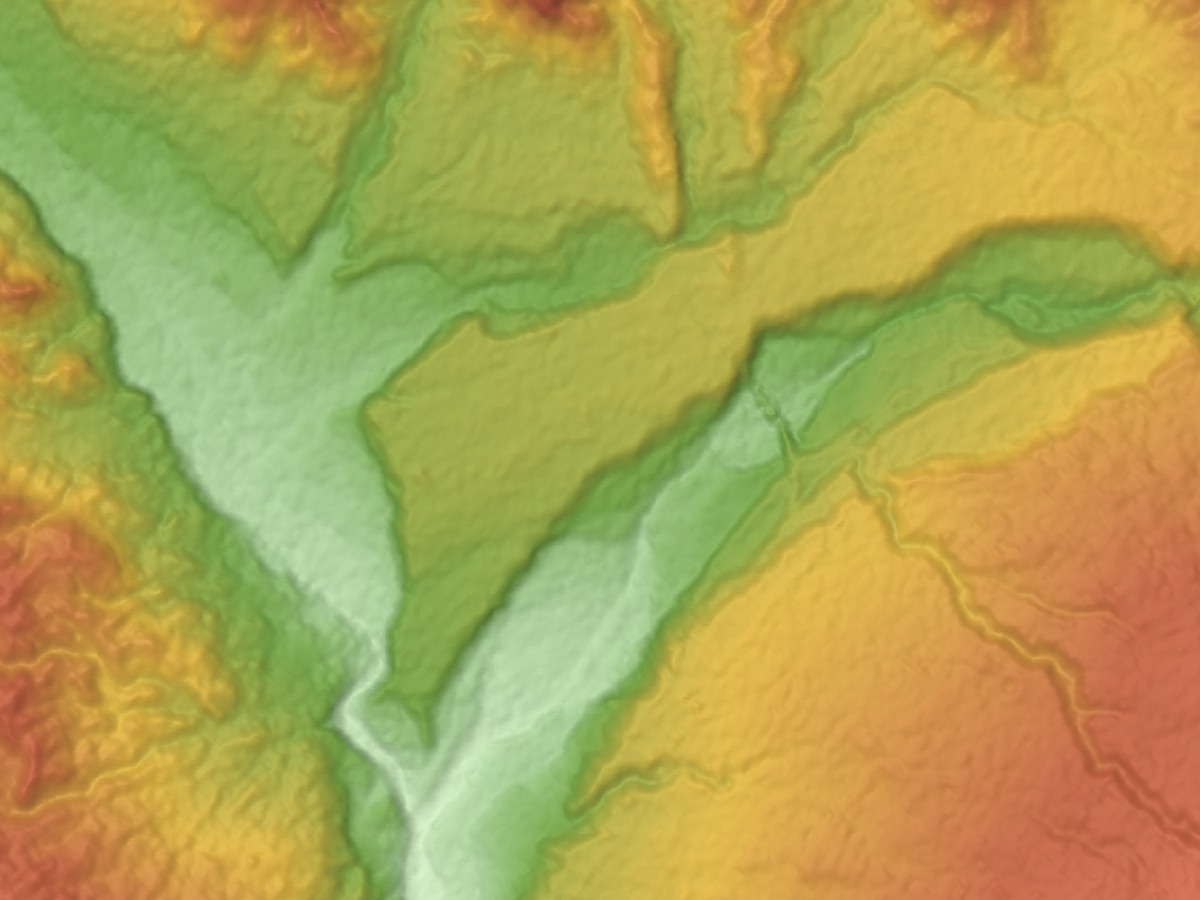
沼田の河岸段丘（群馬県）。日本の河岸段丘の典型として取り上げられることが多い。

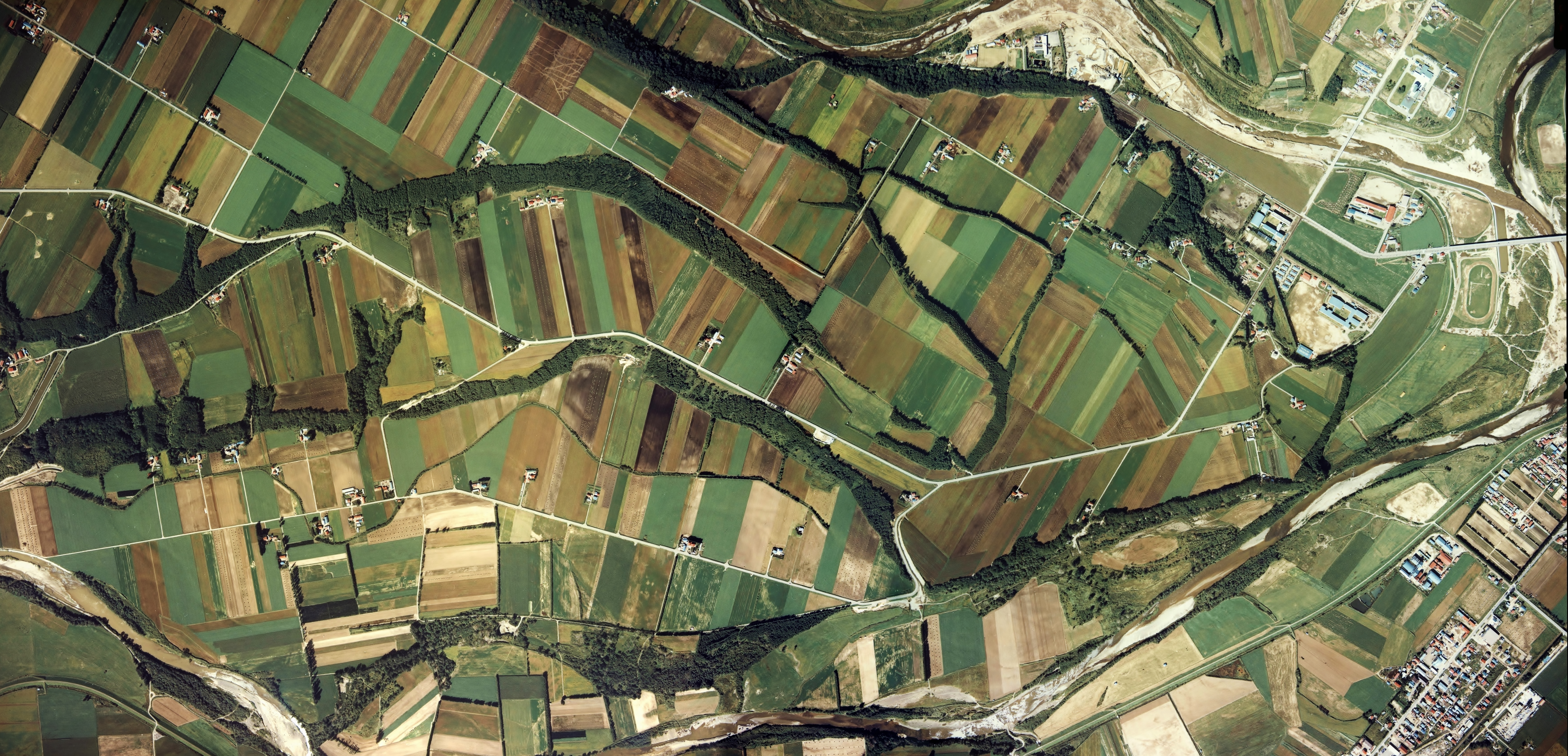
北海道本別町を流れる利別川右岸付近の空中写真。複数の段丘面が発達した河岸段丘の例。
。1977年撮影。

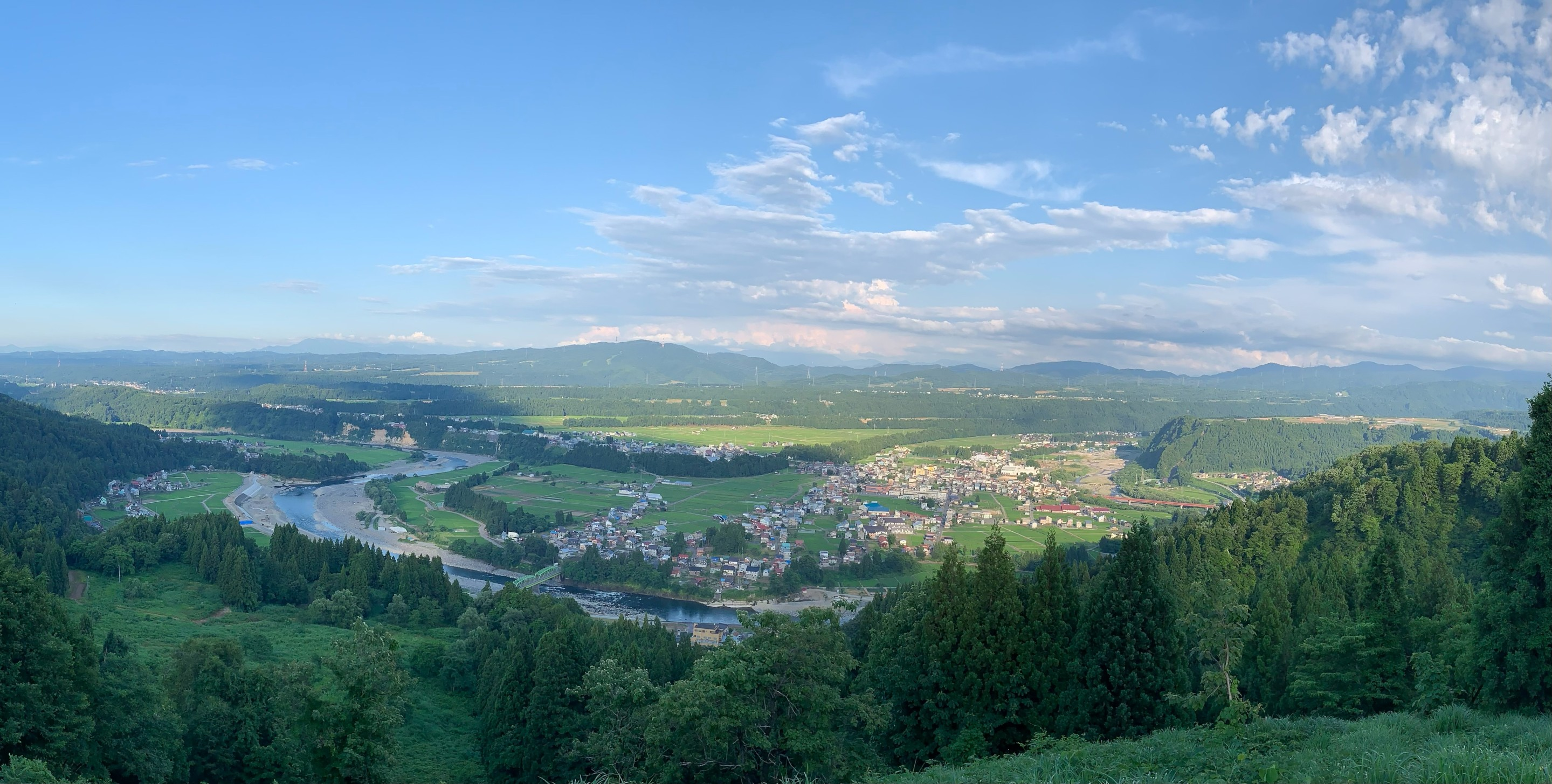
新潟県津南町を流れる信濃川の河岸段丘

河岸段丘（かがんだんきゅう、river terrace）とは、河川の中・下流域に流路に沿って発達する階段状の地形である。河成段丘（かせいだんきゅう）ともいわれる。
平坦な部分と傾斜が急な崖とが交互に現れ、平坦な部分を段丘面（だんきゅうめん）、急崖部分を段丘崖（だんきゅうがい）と呼ぶ。段丘面は地下水面が低く、段丘崖の下には湧水が出ていることが多い。

## 形成原因
地殻変動や侵食基準面の変動がその形成原因となる。侵食力を失った河川が隆起や海面低下などにより再び下刻を行うと、それまでの谷底平野内に狭い川谷が形成される。谷底平野は階段状の地形として取り残され、河岸段丘が形成される。これとは逆に、山地からの土砂供給により形成される堆積段丘というものもある。
侵食が進んで河川勾配が侵食基準面に近付き侵食力が弱まると、段丘崖の下に新たな谷底平野が形成される。その後隆起などにより再び侵食力が強くなると新たな段丘崖が形成され、河岸段丘が多段になる。主に河岸段丘は内側に近づくにつれ新しくなる。

## 日本の河岸段丘
利根川の支流片品川付近の河岸段丘（群馬県沼田市）、天竜川（伊那谷と呼ばれる一帯、ただし断層による段丘もある）、信濃川（新潟県中魚沼郡津南町）の段丘が有名であり、特に9段にも及ぶ津南町の段丘は日本一の規模といわれる。そのほか仙台市の市街地も広瀬川により形成された河岸段丘上にあり、官庁街にある勾当台公園では段丘崖を利用した滝噴水や階段が見られる。
荒川が形成した秩父盆地（埼玉県秩父市）や多摩川が形成した武蔵野台地の河岸段丘は「崖線」と呼ばれ、武蔵野の方言ではこれを「ハケ」や「ママ」などと呼ぶ。大岡昇平の小説『武蔵野夫人』はこの「はけ」という言葉の説明から始まる（武蔵野台地#段丘と崖線、多摩川#崖線と湧水も参照）。